# Michelle Bauer
Michelle Bauer (nacida el 1 de octubre de 1958 en Montebello, California) es una actriz de cine B, scream queen, actriz pornográfica y modelo fetichista estadounidense.

## Carrera
Bauer fue chica del mes de julio de 1981 de la revista Penthouse.
Bauer además de protagonizar el clásico del cine pornográfico Cafe Flesh (1982), bajo el nombre de Pia Snow, apareció en otras varias películas bajo este alias, entre las que se incluyen Bad Girls, Bizarre People, Nightdreams, etc.
Su aparición en la página central de la revista Penthouse le permitió trabajar para el Playboy TV y una prueba con el director Fred Olen Ray, lo que le abrió el mundo del cine de serie B. Su primera película de este género fue The Tomb (1986), rodando muchas más posteriormente.

## Vida personal
Bauer es su nombre de casada, de su primer matrimonio. Tras su divorcio su marido le pidió que se quitase el nombre, y ella apareció como Michelle McClellen, usando el nombre de su segundo marido, en Hollywood Chainsaw Hookers (1988), pero posteriormente volvió a usar el de Bauer, a lo que ya no se opuso su primer marido.

## Filmografía seleccionada
- Bad Girls (1981)
- Homework (1982)
- Terror on Tape (1983)
- Special Request (1984) As Kim Bittner
- Electric Blue 30 (1985)
- Tomboy (1985)
- Cavegirl (1985)
- Beverly Hills Girls (1986)
- Reform School Girls (1986)
- The Tomb (1986)
- Lust For Freedom (1987)
- Nightmare Sisters (1987)
- Death Row Diner (1988)
- Sorority Babes in the Slimeball Bowl-O-Rama (1988)
- Hollywood Chainsaw Hookers (1988)
- Beverly Hills Vamp (1988)
- Dr. Alien (1989)
- Assault of the Party Nerds (1989)
- Virgin High (1991)
- Puppet Master III: Toulon's Revenge (1991)
- Evil Toons (1992)
- Naked Instinct (1993)
- Dinosaur Island (1994)
- Red Lips (1995)
- Bikini Drive In (1995)
- Vampire Vixens from Venus (1995)
- Assault of the Party Nerds Part 2: Heavy Petting Detective (1995)
- Attack of the 60 Foot Centerfolds (1995)
- Mari-Cookie and the Killer Tarantula in 8 Legs to Love You (1998)
- Lust for Frankenstein (1998)
- Blood and Honor (2000)
- Tomb of the Werewolf (2004)
- The Naked Monster (2005)
- The Bikini Escort Company (2006)
- Gingerdead Man 2 : Passion of the Crust (2008)
- 1313 : Actor Slash Model (2011)
- 1313: Cougar Cult (2012)
- 1313 : Bermuda Triangle (2012)